# Japrería
Japrería (Japréria, Yapreria), pleme američkih Indijanaca porodice Cariban nastanjeno na Sierra de Perijá, u Venezueli, između 10° 36’ sjeverne širine i 72° 26’ zapadne dužine. Na sjeveru Japreria graniće s općinom Rosario de Perijá, na zapadu s rijekama Laja i Palmar i na jugoistoku s branom “El Diluvio”. Naselje Japreria nalazi se na 400 metara iznad mora i nalazi se 32 kilometra od gradića La Villa del Rosario, država Zulia. Ova zajednica sastoji se od 37 obitelji i 187 govornika (Luis Oquendo), a neki njihovi članovi poženili su se za Yukpa Indijance ili Hispance. Žive od poljodjelstva i lova, te uzgoja crnog graha i kave za potrebe trgovine.
Migliazza i Campbell (1988), Jorge Mosonyi (1987) i još neki klasificirali su njihov jezik kao yukpa dijalekt. Luis Oquendo sa  'La Universidad del Zulia'  (LUZ), jedno od najvećeg u venezueli ne slijedi J. Greenberg (1987) ni Lyle Campbell (1979), nego dokazuje da jezici japreria i yukpa unutar caribske porodice posebni jezici. 

## Vansjske poveznice
- Is Japreria a Yukpa Dialect?  Arhivirana inačica izvorne stranice od 8. listopada 2007. (Wayback Machine)
- Comunidad Indigena Yankshit Japrérias